# جاك باتلر (لاعب كرة قدم أمريكية)
جاك باتلر (بالإنجليزية: Jack Butler)‏ هو لاعب كرة قدم أمريكية أمريكي، ولد في 12 نوفمبر 1927 في بيتسبرغ في الولايات المتحدة، وتوفي بنفس المكان في 11 مايو 2013.

## وصلات خارجية
- جاك باتلر على موقع مرجع كرة القدم المحترفة.كوم (الإنجليزية)
- جاك باتلر على موقع إن إن دي بي (الإنجليزية)